# لبنى عسل
لبنى عسل ولدت بقرية غزالة الخيس مركز الزقازيق التابعة لمحافظة الشرقية هي مذيعة تليفزيونية مصرية تقدم برامج على قناة الحياة المصرية.
بدأت العمل الإعلامي بتليفزيون القناة (القناة الرابعة المحلية وهي خاصة بمدن القناة) وقدمت بها برامج عديدة.
ورغم أن بدايتها لم تكن لافتة للنظر ، حيث عملت من قبل في برامج لم تحقق نجاحا كبيرا سواء على قناة «المحور»، أو على القناة الرابعة المحلية، فإنها فاجأت الجميع من خلال عملها في برنامج «الحياة اليوم» الذي يعرض على قناة «الحياة»، والذي كانت تقدمه بالاشتراك مع المذيع شريف عامر والآن تقدمه منفردة بعد أن غادر المذيع شريف عامر إلى قناة إم بي سي مصر.